# Herrarnas parhoppning i höga hopp i simhopp vid olympiska sommarspelen 2004
Herrarnas parhoppning i höga hopp i de olympiska simhoppstävlingarna vid de olympiska sommarspelen 2004 hölls den 14 augusti i Athens Olympic Sports Complex. 

## Medaljörer
| Event                          | Guld                             | Silver                                          | Brons                                     |
| Parhoppning 10 meter höga hopp | Tian Liang och Yang Jinghui Kina | Peter Waterfield och Leon Taylor Storbritannien | Mathew Helm och Robert Newbery Australien |

## Resultat
|   | Tian Liang och Yang Jinghui             | Kina           | 383,88 | 292,08 | 1 |
|   | Peter Waterfield och Leon Taylor        | Storbritannien | 371,52 | 281,46 | 2 |
|   | Mathew Helm och Robert Newbery          | Australien     | 366,84 | 272,22 | 3 |
| 4 | Roman Volod'kov och Anton Zacharov      | Ukraina        | 357,66 | 275,10 | 4 |
| 5 | Philippe Comtois och Alexandre Despatie | Kanada         | 351,90 | 265,26 | 5 |
| 6 | Dmitrij Dobroskok och Gleb Galperin     | Ryssland       | 348,60 | 258,54 | 6 |
| 7 | Sotirios Trakas och Ioannis Gavriilidis | Grekland       | 331,44 | 250,86 | 7 |
| 8 | Mark Ruiz och Kyle Prandi               | USA            | 325,44 | 247,92 | 8 |